# Лешнишкий Врх
Лешнишкий Врх (словен. Lešniški Vrh) — поселення в общині Ормож, Подравський регіон‎, Словенія.